# Ulëz
Ulëz là một xã trong quận Mat thuộc hạt Dibër, Albania. Dân số năm 2005 là 2063 người.